# Primus 630-serien
Primus 630-serie är en typ av mindre till medelstora blåslampor för fotogen. Serien var i produktion från 1920-talet fram till 60-talet. Fotogen behöver förgasas för att brinna effektivt och därför har fotogenlampor av den här sorten en förgasare som ligger i själva lågan. För att tända lampan måste förgasaren förvärmas med sprit vilken förbränns i en försänkning på tanken. När förgasaren är varm tänds blåslampan och processen håller sig därefter självgående. Pumpen är inbyggd i tanken på alla modeller utom nr 622 och 623 som har pumpen integrerad i handtaget. Maximal effekt på blåslamporna är, baserat på bränsleförbrukning och bränslets energiinnehåll, 3.8 kW för de stora och 1.9 kW för de små (630 och 631).
Eftersom skillnaderna mellan modellerna är ringa, i princip bara storlek på tanken och riktning på brännaren, så bantades modellutbudet mot slutet av seriens produktionstid ned till ett fåtal modeller (630, 631, 632 samt 633).
Beskrivningen ur produktkatalogen från 1937 lyder:
| ” | Starka lätthanterliga blåslampor för alla slags värmningsändamål. Lågformsrören snett, vertikalt eller horisontallt ställda. N:r 622, 623, 632 och 633 äro försedda med praktiskt kolvhållare. N:r 631 har fällbart handtag (för att ta minsta plats). N:r 640 har lågformsrör med bred, rektangulär mynning ger alltså en bred flat låga lämplig för färgavbränning, skidvallning mm.. | „ |

## Data för de olika modellerna
| Modellnummer                            | 622     | 623     | 630     | 631     | 632     | 633     | 634      | 635      | 636        | 637        | 640   |
| Brännarens ställning                    | S N E D | S N E D | S N E D | S N E D | S N E D | S N E D | VERTIKAL | VERTIKAL | HORISONTAL | HORISONTAL | SNED  |
| Brännare (art.nr)                       | 5149    | 5149    | 5152    | 5152    | 5149    | 5149    | 5159     | 5159     | 5151       | 5151       | 5149  |
| Munstycke (art.nr)                      | 5396    | 5396    | 5397    | 5397    | 5396    | 5396    | 5396     | 5396     | 5396       | 5396       | 5396  |
| Oljebehållarens rymd, c:a (liter)       | 0.50    | 1.00    | 0.33    | 0.33    | 0.50    | 1.00    | 0.50     | 1.00     | 0.50       | 1.00       | 0.50  |
| Oljebehållarens diameter (mm)           | 95      | 120     | 82      | 82      | 95      | 120     | 95       | 120      | 95         | 120        | 95    |
| Totalhöjd (mm)                          | 215     | 215     | 168     | 168     | 215     | 215     | 260      | 260      | 185        | 185        | 200   |
| Diameter på lågformsrörets mynning (mm) | 20      | 20      | 14      | 14      | 20      | 20      | 20       | 20       | 20         | 20         | 30x12 |
| Lågans längd vid normalt tryck (mm)     | 250     | 250     | 175     | 175     | 250     | 250     | 250      | 250      | 250        | 250        | 160   |
| Bränsleförbrukning pr timme (liter)     | 0.40    | 0.40    | 0.20    | 0.20    | 0.40    | 0.40    | 0.40     | 0.40     | 0.40       | 0.40       | 0.40  |
| Vikt, c:a (kg)                          | 0.97    | 1.15    | 0.78    | 0.70    | 1.00    | 1.20    | 1.00     | 1.20     | 1.00       | 1.20       | 0.86  |